# Ummidia absoluta
Ummidia absoluta är en spindelart som först beskrevs av Willis J. Gertsch och Stanley B. Mulaik 1940.  Ummidia absoluta ingår i släktet Ummidia och familjen Ctenizidae. Inga underarter finns listade i Catalogue of Life.